# Mars 1938

## Événements
- 1er mars : Los Angeles est coupé du reste du monde pendant trois jours à la suite du passage d'un cyclone. Seul liaison possible : l'avion.

- 2 - 13 mars : troisième grand « procès de Moscou ». Nikolaï Boukharine, Alexeï Rykov et Christian Rakovsky sont parmi les accusés. Le 13 mars, dix-huit accusés sont condamnés à mort et exécutés sur-le-champ.

- 3 mars : Kurt von Schuschnigg appelle les autrichiens à voter lors d’un référendum pour l’indépendance du pays.

- 5 mars : le Président du Conseil tchécoslovaque Hodja proclame que les frontières de la Tchécoslovaquie sont intangibles.

- 5 - 6 mars : bataille navale du cap de Palos.

- 7 mars : approbation du Plan V de modernisation de l'Armée de l'Air française.

- 7 mars - 19 avril : Offensive nationaliste en Aragon.

- 9 mars : Fuero del Trabajo qui institue l’organisation corporatiste de la société.

- 10 mars : 
  - Chute du président du Conseil Camille Chautemps. Il démissionne à la suite du refus des socialistes et des communistes de lui accorder les pleins pouvoirs financiers.
  - Hitler ordonne la mobilisation des troupes allemandes de Bavière.

- 11 mars : le chancelier autrichien Von Schuschnigg démissionne, Arthur Seyß-Inquart lui succède.

- Nuit du vendredi 11 au samedi 12 mars: les troupes allemandes envahissent l'Autriche (Anschluss).

- Dimanche 13 mars :
  - Léon Blum président du Conseil (2) forme un nouveau gouvernement de Front populaire.
  - Anschluss : Hitler proclame l'annexion de l'Autriche à l'Allemagne (11-13 mars). L'Autriche est réduite à la condition de simple « marche » du Reich, l'Ostmark, administrée par un Statthalter, gouverneur dépendant de Berlin - Les réactions de la France et de l'Angleterre se limitent à une protestation verbale.
  - La France rouvre ses frontières au transit d'armes vers la zone républicaine.
  - Après l’Anschluss, la Hongrie se rapproche de l’Allemagne dans l’espoir de la révision du traité de Trianon grâce à son appui. Le gouvernement Kálmán Darányi promulgue la première loi antijuive en mai.
  - La France rouvre ses frontières au transit d’armes vers la zone républicaine (Espagne).

- 17 mars : ultimatum à la Lituanie le 17 mars 1938 exigeant l'ouverture de relations diplomatiques, dans l'optique d'un futur probable conflit avec l'Allemagne.

- 17 mars - 19 mars : les Italiens bombardent Barcelone, fief des républicains.

- 18 mars : le président du Mexique Lázaro Cárdenas exproprie les compagnies pétrolières, ce qui entraîne la rupture des relations diplomatiques avec la Grande-Bretagne jusqu’en 1942. Les États-Unis orchestrent le boycott mondial de la nouvelle société Petróleos Mexicanos (Pemex) pendant trente ans.

- Dimanche 27 mars : inauguration de ligne aérienne de la Lufthansa allemande entre Berlin et Bagdad.

- 29 mars : début du congrès national extraordinaire du Kuomintang, à Wuchang. Tchang Kaï-chek est élu dirigeant du Kuomintang.

- 30 mars : Lázaro Cárdenas réorganise le parti officiel du Mexique, qui devient le Parti de la révolution mexicaine (PRM), organisé sur la base de la représentation fonctionnelle autour de quatre secteurs : les paysans, les ouvriers, les militaires et le secteur populaire (principalement des fonctionnaires).

## Naissances
- 1er mars : Pierre Bénichou, journaliste français († 31 mars 2021).
- 4 mars : Alpha Condé, homme d'État Guinéen, président de la Guinée de 2010 à 2021.
- 12 mars : Piera Degli Esposti, actrice italienne († 14 août 2021).
- 15 mars : Charles Lloyd, saxophoniste et flûtiste de jazz américain.
- 17 mars : 
  - Rudolf Noureev, danseur russe puis autrichien († 6 janvier 1993).
  - Keith O'Brien : cardinal britannique, archevêque d'Édimbourg († 19 mars 2018).
- 24 mars :
  - Jean-Pierre Coffe, acteur, animateur de radio et auteur français († 29 mars 2016).
  - Steve Kuhn, pianiste de jazz américain.
- 25 mars : Daniel Buren, peintre français.

## Décès
- 12 mars : Albert Desenfans, sculpteur belge (° 24 janvier 1845).
- 13 mars : Nikolaï Boukharine, intellectuel, révolutionnaire et homme politique soviétique (° 9 octobre 1888).
- 22 mars : Edgard Farasyn, peintre belge (° 14 août 1858).
- 23 mars : Thomas Walter Scott, premier ministre de la Saskatchewan.